# Air Education and Training Command

Heraldisk sköld.

Air Education and Training Command (förkortning: AETC) är ett huvudkommando inom USA:s flygvapen med ansvar för större delen av dess utbildningsverksamhet inklusive rekrytering.
Högkvarteret är beläget vid Joint Base San Antonio och den nuvarande organisationen bildades 1993 genom en sammanslagning av Air Training Command (med anor från 1942) och Air University.

## Verksamhet
Personalstyrkan för AETC är 29 000 yrkesmilitärer i aktiv tjänst, 6 000 reservister och flygnationalgardister samt 14 000 civilanställda. Dessutom finns 9 000 utomstående civilpersoner anlitade på entreprenadkontrakt. AETC förfogar över cirka 1 400 luftfarkoster.
Typutbildning för olika flygplanstyper sker vid olika baser exempelvis sker utbildningen för: 
- C-5 Galaxy vid Lackland Air Force Base i Texas
- C-130 Hercules vid Little Rock Air Force Base i Arkansas
- CV-22 Osprey vid Kirtland Air Force Base i New Mexico
- F-16 Fighting Falcon vid Luke Air Force Base i Arizona och Holloman Air Force Base i New Mexico
- F-35A Lightning II vid Luke Air Force Base i Arizona och Eglin Air Force Base i Florida

### Air University
Air University är förlagd vid Maxwell Air Force Base i Alabama.
| Vapensköld | Namn                          | Förkortning | Beskrivning                                                       |
|            | Squadron Officer School       | SOS         | Två månader långt utbildningsprogram för löjtnanter och kaptener. |
|            | Air Command and Staff College | ACSC        | Ettårigt utbildningsprogram på mellannivå för majorer.            |
|            | Air War College               | AWC         | Ettårigt program för överstelöjtnanter.                           |

Där finns även Air Force Officer Training School (OTS) som är en av utbildningsvägarna för att bli officer i flygvapnet samt flera skolor för fortbildning av officerare.